# Никола Дочев
Никола Георгиев Дочев е български подофицер и революционер, деец на Вътрешната македоно-одринска революционна организация.

## Биография
Никола Дочев е роден през 1883 година в Стара Загора, тогава в Източна Румелия. Негов брат е войводата Тодор Дочев. Никола Дочев учи в американския колеж в Самоков, където е сред основателите на Тайния революционен кръжок „Трайко Китанчев“. След завършването на колежа става четник при Лазар Маджаров в Одринска Тракия, а по времето на Илинденско-Преображенското въстание е в четата на Михаил Герджиков.
След потушаването на въстанието се завръща в България, докато през 1905 година не заминава за Македония. От март 1906 е четник в Тиквешко, а от 1907 година е районен войвода в Костурско, където замества убития Атанас Кършаков. След Младотурската революция в 1908 година се завръща в България.
През Балканската и Междусъюзническата войни е доброволец в Македоно-одринското опълчение, зачислен е в Първа рота на Единадесета сярска дружина и участва в сражения с турците, а после и със сърбите. През Първата световна война е младши подофицер в Пети пехотен македонски полк (или в 63-ти пехотен полк) на Единадесета пехотна македонска дивизия. Никола Дочев загива на Солунския фронт в сражение с английските войски през 1917 година.